# Амурский, Виталий Ильич
Вита́лий Ильи́ч Аму́рский (род. 14.12.1944, Москва) — русский поэт, литератор, профессиональный журналист.

## Биография
Окончил филфак Московского областного педагогического института, учился в аспирантуре парижской Сорбонны. В печати выступает с середины 60-х годов. Был членом Союза журналистов СССР. Накануне вынужденной эмиграции в 1973 году во Францию, гражданство которой впоследствии получил, работал в отделе литературы и искусства «Учительской газеты» (Москва).
На Западе печатался в эмигрантских, запрещённых в СССР, газетах «Русская мысль» (Париж), «Новое русское слово» (Нью-Йорк), в журналах «Вестник РХД», «Континент» (Париж) и др. С 1984 по 2010-й г.г. работал в русской редакции Международного французского радио (RFI), в первые месяцы выступая у микрофона под псевдонимом "Виталий Москвин", а потом под своей настоящей фамилией. Вёл в прямом эфире сводки новостей, репортажи, а также еженедельную авторскую программу «Литературный перекрёсток». Член Союза французских журналистов (CCIJP). Подписал коллективное воззвание "Остановите агрессию" от 12 авнуста 2008 года.

## Творчество
Начиная с 90-х годов XX века, то есть со времени распада Советского Союза, проза, эссе, интервью, стихи публиковались в российских журналах «Москва», «Звезда», «Лик», «Сибирские огни», «Волга», «Вопросы литературы», «Грани» (Москва-Париж-Берлин-Сан-Франциско), в сборниках «Январский дождь» (СПб, 2008), «Русское литературное зарубежье сегодня» (М., 2008), «Земляки» (М., 2009), «Тени Европы» (СПб, 2009), «Из Парижска» (Выпуски первый — Москва, 2011, следующие: второй, третий, четвёртый, пятый, шестой — Париж, 2012, 2013, 2014, 2015, 2016, 2018), «Тарусские страницы» (Москва, 2011), «Голое небо» (СПб, 2012),"Голос надежды. Новое о Булате" (М., 2012), "Прощание с Вавилоном" (СПб, 2014), "Айги-книга" (СПб, 2014), "45-я: параллельная реальность" (Ставрополь, 2014), "Родники и камни" (СПб, 2017), а вне пределов РФ — в журналах «Мосты», «Литературный европеец», «Edita» (Германия), «Крещатик» (Германия/Россия), «Вышгород» и «Радуга» (Эстония), «Время и место», «Новый журнал», "Слово\Word", "Поэзия" (США), «Дерибасовская-Ришельевская» и «Радуга» (Украина), «Стетоскоп», «Глаголъ» (Франция), в сборниках и антологиях: «Наш выбор» (США, 2010), «Одюлев» (Германия, 2010), «Paris, пари» (США, 2010), "Слово" (Германия, 2012), "На перекрёстке двух культур. An der Kreuzung der Kulturen" (двуязычный литературный русско-немецкий альманах, вышедший в свет в Донецке, в 2013 г., в изд. "Ноулидж"), в ежегодниках «Нам не дано предугадать…», «Побережье», «Связь времён» (США), в сб.:«9+1» (Германия, 2011). "Нашкрым" (США, 2014), в антологиях "Сто лет русской зарубежной поэзии", том III (Германия, 2017), "70" (США, 2018), "Дежавю" (Украина и Россия, 2018) и др. На французском языке — в журналах «Europe», «Magazine littéraire», «Lettre Internationale»; на голландском языке — в журнале "Protest" (Tijdschrift voor Slavische Literatuur)…

## Награды
Лауреат премии журнала «Футурум арт» (Москва) в номинации «Поэзия» за 2005 год, лауреат премии журнала «Дети Ра» (Москва) за 2006 год за составление номера, посвящённого теме «Айги и Франция» (№ 11, 2006), лауреат премии журнала «Литературный европеец» (Франкфурт-на-Майне) за стихи и статьи, опубликованные в 2007—2009 году. Лауреат состоявшегося в Берлине Третьего Международного литературного конкурса «Лучшая книга 2011—2012»: 1-е место в номинации «Поэзия» за сборник стихов «Осень скифа», диплом и кубок «За верность традициям русской культуры и высокое мастерство собственных произведений». Лауреат (в номинации «Поэзия») Первого международного литературного конкурса «Есть город, который я вижу во сне…» (Одесса, 2012). В 2017 году получил памятную медаль "20 лет журналу "Крещатик" — За вклад в русскую литературу.

## О нём
- М.Пробатов, «Через тысячи вёрст разрыва», журнал «Новое время» № 2—3, Москва, 1999.
- М.Замшев, «Парижская Одиссея Виталия Амурского», газета «Литературная Россия», 14 июля, Москва, 2006.
- А.Зимин, «Бездна сия мне любезна», журнал «Литературный европеец» № 112, Франкфурт-на-Майне, 2007.
- И.Горюнова, «Время поэта». Журнал «Дети Ра», 9—10 (35—36), Москва, 2007.
- А.Зимин, «Осмысление», журнал «Мосты» № 14, Франкфурт-на-Майне, 2007.
- «Как нам реагировать на Кавказскую войну?». Ответы на вопросы корр. Д.Долинского. Газета «Русская мысль» № 4712 от 5—11 сентября, Париж, 2008.
- Т.Вьюгина, Интервью с Виталием Амурским. Журнал «Русский хор» № 1—2, Монпелье, 2009.
- Е.Степанов, «Русский парижанин Виталий Амурский». Газета «Литературные известия» № 36(66), Москва, 2010.
- М.Гарбер, О сб. В.Амурского «Земными путями». Журнал «Новый журнал», книга 261-я, Нью-Йорк, 2010.
- И.Михалевич-Каплан, «Ностальгия по-парижски». Альманах «Связь времён» № 2, Сан-Хосе,2010.
- Н.Сарников, «Человекомаятник Виталия Амурского». Международный поэтический альманах «45-я параллель», рубрика «Из первых рук». Интернет-сайт, выпуск № 14/182, Ставрополь, 2011.
- «Россия, которую помню и люблю, сегодня почти не осталось». Ответы на вопросы журналиста В.Сандлера. Газета «В Новом Свете», 1—7 июля, Нью-Йорк, 2011. Этот же текст в книге: В.Сандлер, "Хорошо было там, где нас не было. Русское зарубежье в портретах и диалогах", Papyrus Opus, USA, 2013.
- Н.Банчик, «Силуэты, обрамленные общей судьбой». Альманах «Связь времён» № 3, Сан-Хосе, 2011.
- М.Гарбер, «Тень маятника и другие тени». Литературно-художественный ежегодник «Побережье» № 20, Филадельфия, США, 2012.
- Л.Столович, «Запечатлённое время», журнал «Нева» № 7, СПб., 2012.
- К.Твердеева, "Контуры ненаписанного полотна". Беседа с В.Амурским."Литературная газета" №43, Москва, 30 окт. — 5 ноября 2013 г. Вкладыш "Всемирное Русское слово", Выпуск 1.
- И.Михалевич-Каплан, "Горит и тлеет прожитое время...". Юбилейное интервью с В.Амурским. Альманах "Связь времён" №6, Сан-Хосе. 2010.
- В.Амурский, "Вспоминая отца, погружаясь в прошлое". Литературный альманах "Амур" №16, Благовещенск, изд. БГПУ, 2017.